# Lunar Sample Laboratory Facility
Le Lunar Sample Laboratory Facility ou LSLF est un centre de l'agence spatiale américaine, la NASA, dans lequel sont conservés et étudiés la majeure partie des 382 kg de roches lunaires ramenées par les équipages des six missions du programme Apollo ayant atterri sur la Lune entre 1969 et 1972. Le LSLF est situé au Centre spatial Lyndon B. Johnson à Houston (Texas). 

## Historique
Les missions du programme Apollo, qui se sont déroulées entre 1969 et 1972, ont ramené de la Lune environ 2200 roches et échantillons de sol d'un poids total de 382 kg. Les échantillons de roches lunaires collectées ont  été stockées dans un premier temps au Lunar Receiving Laboratory. Le Lunar Sample Laboratory Facility est construit entre 1977 et 1979 dans le but d'y stocker les roches lunaires recueillies par les missions Apollo, de permettre leur manipulation et satisfaire les demandes d'échantillons d'équipes scientifiques du monde entier. Les roches lunaires y sont transférées   le 20 juin 1979. Le LSLF occupe un bâtiment, immatriculé 31N, situé sur le campus du Centre spatial Lyndon B. Johnson à Houston (Texas. Ce bâtiment de deux étages dispose de 1 300 m2 de surface au sol. Sa construction a couté 2,5 millions de dollars américains (
9 millions actuels).
Environ 20% des roches lunaires sont conservées sur d'autres sites. La majeure partie est stockée (environ 52 kg) au White Sands Test Facility depuis les années 2000 pour éviter une perte totale en cas de destruction du LSLF. Des échantillons de roches ont été distribués à des laboratoires de recherche. Enfin des fragments ont été offerts à des gouvernements étrangers (Goodwill Moon Rocks) ou à des organisations américaines. 

## Installations
Les roches sont conservées au LSLF dans des casiers en acier inoxydable remplis d'une atmosphère stérile d'azote. Elles sont manipulées par l'intermédiaire de boîtes à gants pour répondre aux demandes d'échantillons de scientifiques du monde entier.

## Rôle du centre
Chaque année, environ de 200 à 400 échantillons sont envoyés à une cinquantaine de chercheurs après évaluation de l'intérêt scientifique de leur demande par un comité ad hoc. Les échantillons sont seulement prêtés et doivent revenir au LSLF à l'issue des travaux de recherche. En 2004, un total de 90 scientifiques en disposaient.

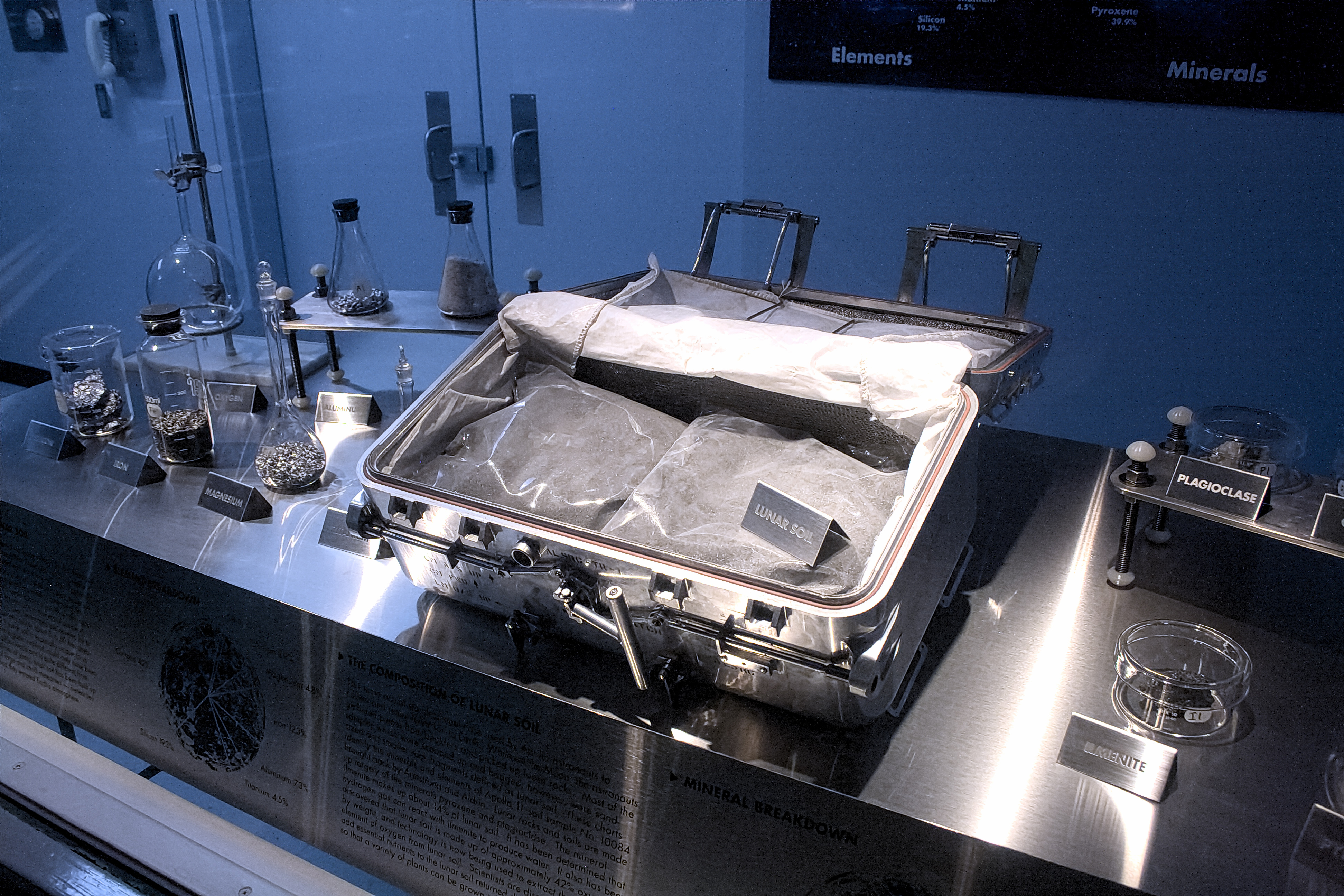
Une des valises utilisées pour le retour des échantillons des missions Apollo exposée au LSLF.]
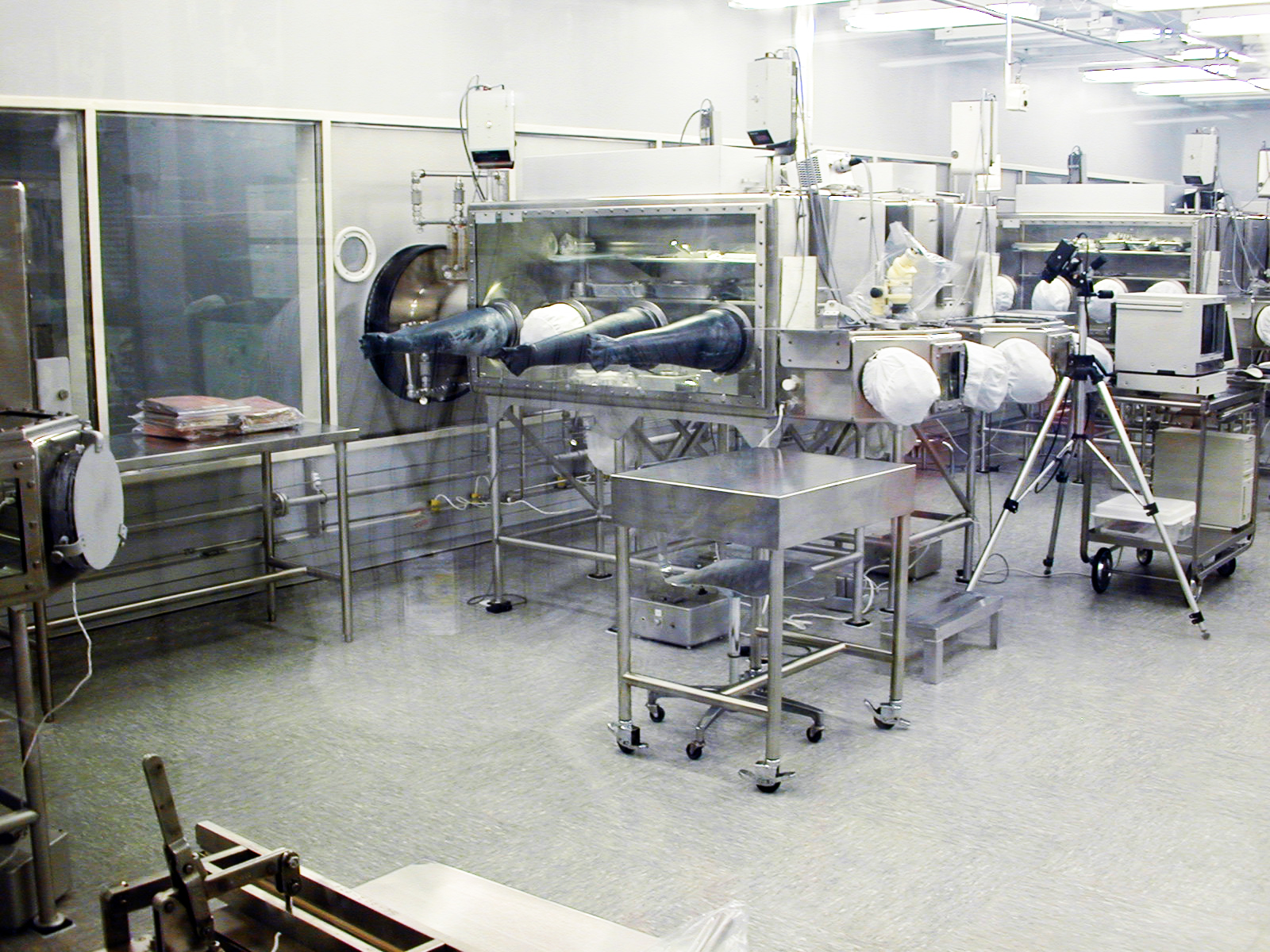
Salle blanche du Lunar Sample Laboratory Facility en 2001.
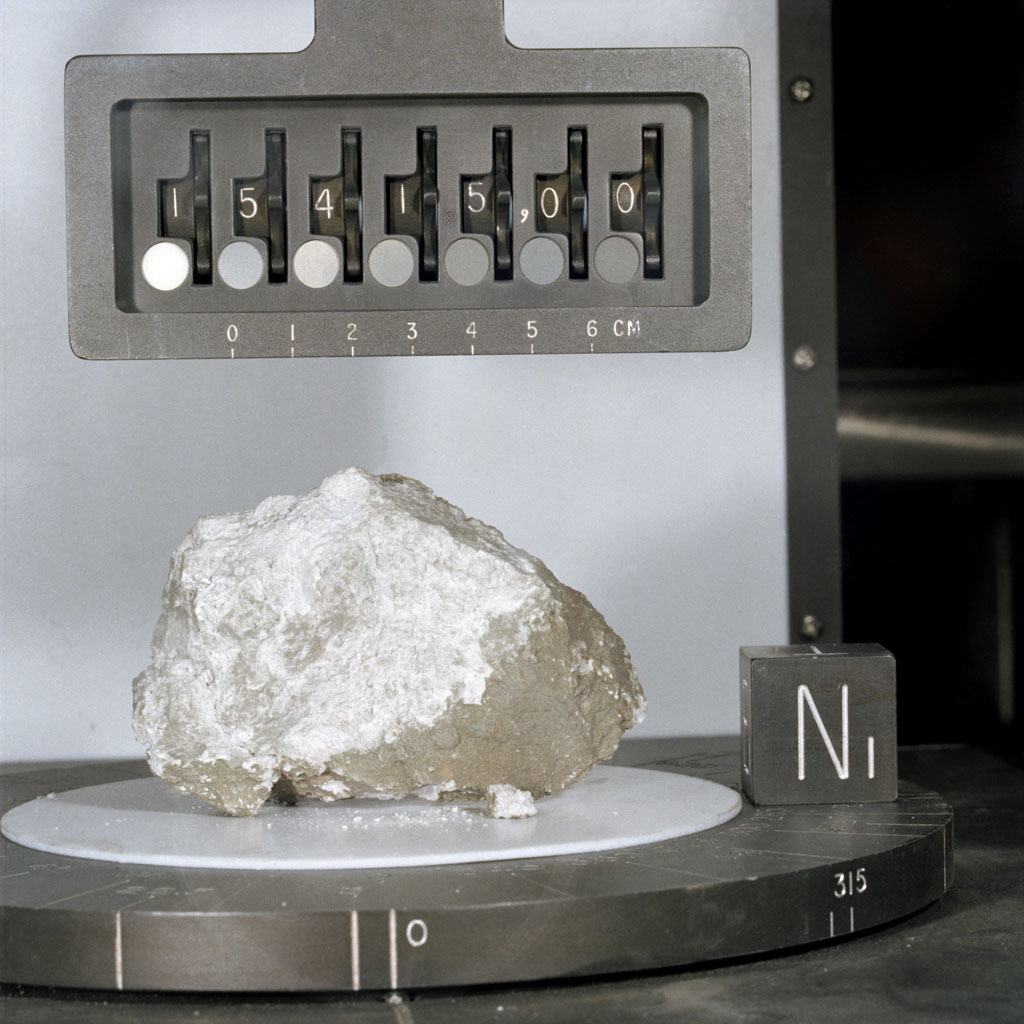
La Genesis Rock est conservée au Lunar Sample Laboratory Facility.